# Georg Joseph Vogler
Pour les articles homonymes, voir Vogler.
Œuvres principales
- Hamlet, musique de scène (1778)
- Symphonie en sol majeur (1779)
- Symphonie en ré mineur (1782)
- Castor e Polluce, opéra (1784)
- Requiem en mi bémol majeur (vers 1808)

Georg Joseph Vogler, plus connu sous le nom de l’abbé Vogler, est un compositeur, organiste, pédagogue et théoricien allemand né à Wurtzbourg le 15 juin 1749  et mort à Darmstadt le 6 mai 1814.

## Biographie

### 1749-1775: les années de formation en Allemagne et en Italie

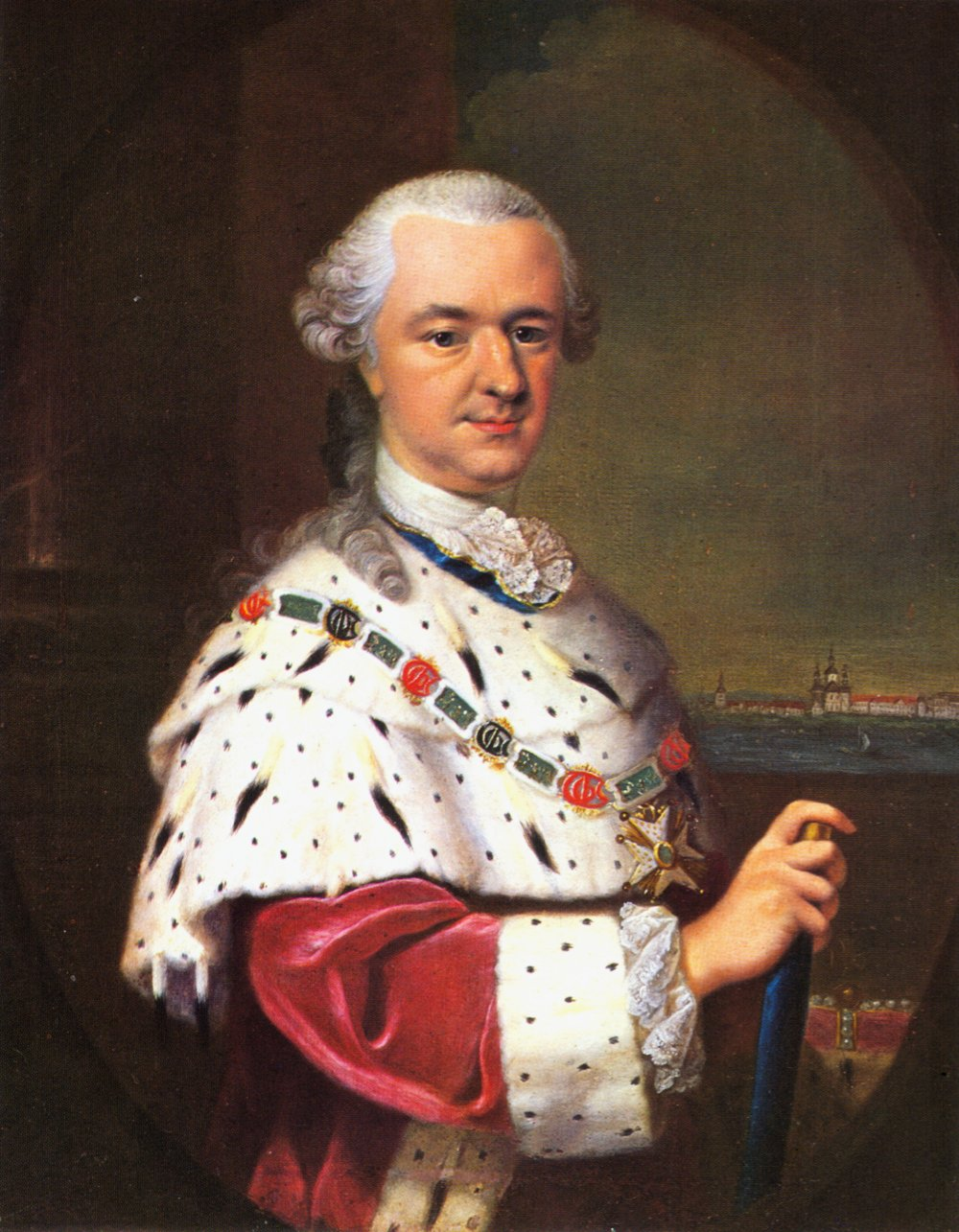
L’électeur Charles Théodore va envoyer le jeune Georg Vogler en Italie pour parfaire sa formation musicale.

Encouragé par son père, violoniste et facteur d’instruments à la cour du prince-évêque de Wurtzbourg, Georg Vogler est, dès l’âge de dix ans, un organiste remarquable et joue du violon, ainsi que d’autres instruments. Il fait ses humanités et son droit à l’Université de Wurtzbourg (1766-1767), puis part étudier la théologie à Bamberg (1767-1770).
En 1771, il se rend à Mannheim où il compose le ballet intitulé Le rendez-vous de chasse pour l’électeur Charles Théodore dont il devient le chapelain vers 1772. Ce dernier l’envoie à Bologne en 1774 pour étudier avec le Padre Martini. Néanmoins, ses méthodes d’enseignement ne convenant pas au jeune homme, Vogler se fait admettre pendant cinq mois comme élève du Padre Vallotti à Padoue. Puis, il se rend à Rome où, après avoir été ordonné prêtre, il est admis à l’Académie d'Arcadie. Fait chevalier de l’Éperon d’or, il est nommé protonotaire apostolique et camérier du pape Pie VI.

### 1776-1786: la première école de musique à Mannheim et le séjour à Paris

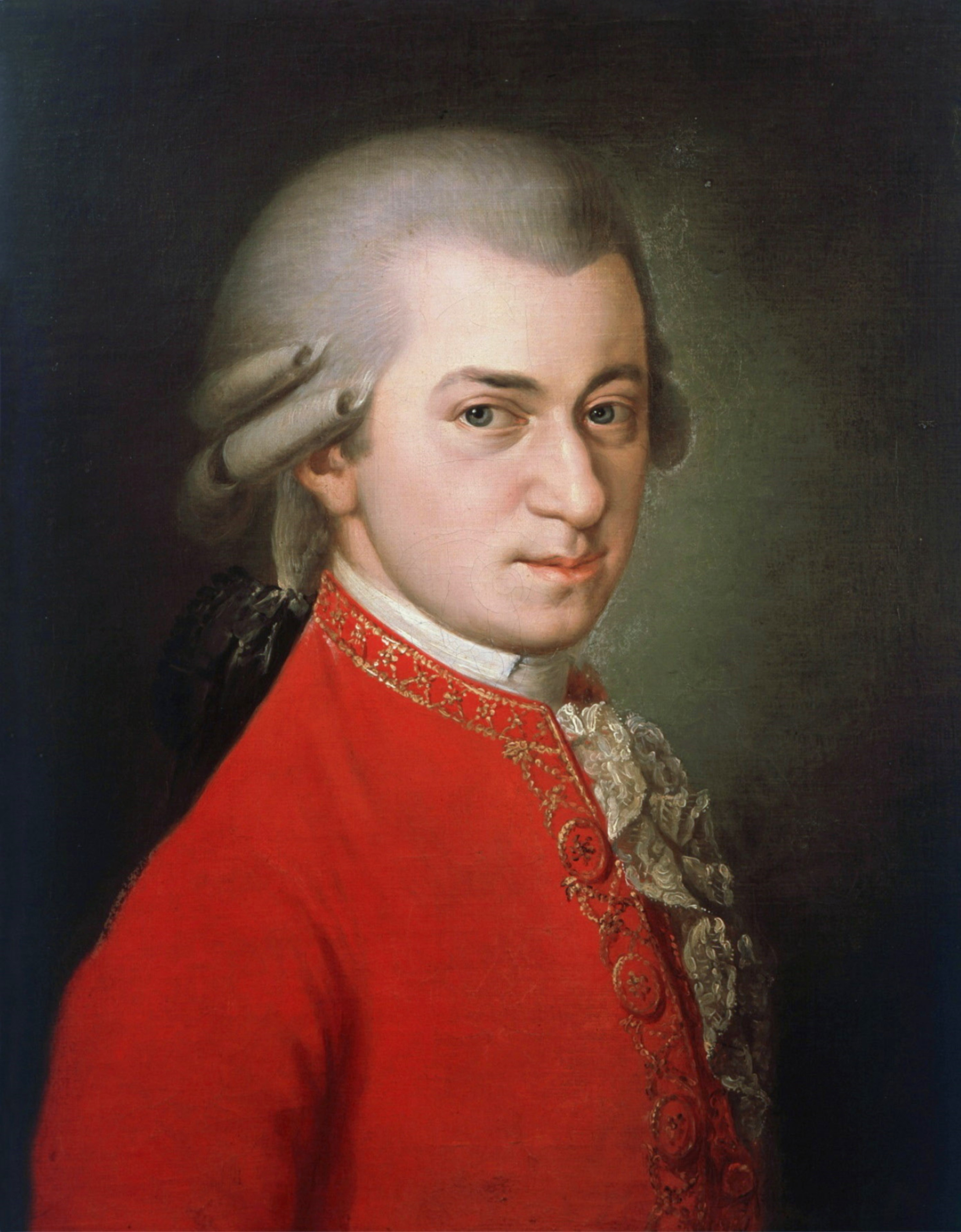
Mozart rencontre l’abbé Vogler à Mannheim au cours de l’hiver 1777-1778.

À son retour à Mannheim en 1776, Vogler est nommé conseiller spirituel et deuxième maître de chapelle de Charles Théodore. Il crée alors sa première école de musique, la Mannheimer Tonschule. Ses élèves lui sont tout dévoués, mais il se fait un grand nombre d’ennemis en raison de la nouveauté de ses conceptions pédagogiques. Vogler promeut un nouveau système de doigté pour le clavecin (que Mozart qualifiera de « pitoyable »), innove dans le domaine des techniques de construction d’orgue (simplification du mécanisme, rejet des mixtures excessivement multipliées) et développe une théorie musicale révolutionnaire basée sur les principes définis par Valotti. En 1778, l’électeur Charles Théodore installe sa cour à Munich. Réticent à abandonner l’école qu’il a créée, Vogler ne le rejoint qu’en 1780 pour le quitter peu de temps après, mécontent de l’accueil fait à ses compositions dramatiques.
Il se rend alors à Paris où, après avoir dû affronter une franche hostilité en raison de ses théories hétérodoxes, il se présente comme le continuateur des principes énoncés par Rameau. Ses concerts d’orgue à l’Église Saint-Sulpice sont particulièrement remarqués. À la demande de la reine Marie-Antoinette, il compose l’opéra « Le Patriotisme » qui est représenté à la cour de Versailles. Néanmoins, l’opéra suivant, « La Kermesse », créé à Paris en 1783, est un fiasco.
En 1784, il est nommé premier maître de chapelle à la cour de l’électeur de Munich, poste qu’il conservera deux ans.

### 1786-1799: la deuxième école de musique à Stockholm et les voyages en Europe

Gustave III nomme l’abbé Vogler maître de chapelle à la cour de Suède en 1786.

Gustave III le nomme en 1786 maître de chapelle à la cour de Suède et professeur du Kronprinz. Il crée à Stockholm sa deuxième école de musique et accède à une grande célébrité à la suite des concerts qu’il donne sur un instrument de son invention, un orgue portatif baptisé « l’orchestrion », dont il a achevé la construction à Amsterdam en 1789.
En 1790, il est invité à Londres pour donner des concerts. Il construit également pour la salle de concert du Pantheon un orgue qui intègre toutes les innovations qu’il a apportées. La virtuosité de son jeu à la pédale rend Vogler extrêmement célèbre. Il recueille un succès considérable en interprétant à l’orgue une Fugue sur le thème de « l’Hallelujah » du Messie de Haendel (entendu par Vogler lors d’un Festival Haendel à l’Abbaye de Westminster) et une œuvre de son disciple Justin Heinrich Knecht intitulée Réjouissances pastorales interrompues par l’orage, tableau musical pour orgue, où l’un des moments les plus spectaculaires est l’imitation d’une tempête.
Quittant la capitale anglaise, Vogler se rend à Rotterdam, puis visite les principales villes situées sur le Rhin. À Esslingen, il bénéficie de la cérémonie du « vin d’honneur », réservée normalement aux souverains. Il assiste au sacre de l’empereur Léopold II le 9 octobre 1790 à Francfort. Il retourne à Stockholm en 1793 et y demeure près de six ans, séjour toujours ponctué par de nombreux voyages : entre 1786 et 1799, il parcourt l’Espagne, le Portugal, la Grèce, la Pologne, les pays baltes, la Russie, mais aussi l’Afrique du nord, la Turquie, l’Arménie et le Groenland, à la recherche de mélodies nationales nouvelles.

### 1800-1814: le retour en Allemagne et la troisième école de musique à Darmstadt

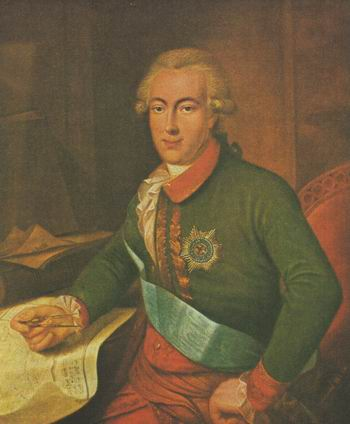
Le grand-duc de Hesse-Darmstadt Louis Ier nomme l’abbé Vogler maître de chapelle de sa cour en 1807.

Il rentre en Allemagne où ses compositions rencontrent enfin le succès. Il est à Berlin en 1800, puis à Leipzig en 1801. Il se rend ensuite à Prague avant de s’installer à Vienne où il réside de 1802 à 1805, séjour au cours duquel il rencontre Beethoven, notamment dans une joute d'improvisation avec d'autres participants. Il est à Salzbourg en 1805 et à Munich l’année suivante. Lors d’un séjour à Francfort en 1807, il reçoit l’offre du grand-duc de Hesse-Darmstadt, Louis Ier, de devenir le maître de chapelle de sa cour. Le titre de conseiller privé, un salaire de 3000 florins, le logis et le couvert offert, ainsi que d’autres avantages convainquent l’éternel voyageur de s’établir enfin.
Installé à Darmstadt, il ouvre sa troisième école de musique, la Tonschule, qui jouit d’une célébrité sans pareille. Ses élèves les plus célèbres sont Franz Danzi, Peter Winter, Gänsbacher, Carl Maria von Weber et Giacomo Meyerbeer qui lui vouent tous une affection sans borne. Il meurt subitement d’apoplexie à Darmstadt le 6 mai 1814.
Il est inhumé au Cimetière Kappelplatz à Darmstadt.

## Œuvre et postérité
Compositeur particulièrement fécond, Vogler s’est essayé à tous les genres musicaux, en se montrant particulièrement habile dans le traitement de l’orchestre et de la voix. Il a composé de nombreuses œuvres de musique vocale (tant profane que sacrée), mais aussi des opéras et des musiques de scène, des mélodrames, ballets, symphonies et concertos, de la musique de chambre ou des pièces pour pianoforte. Les compositions de Vogler sont cependant « complètement tombées dans l’oubli », la postérité semblant reprendre à son compte le jugement de Mozart qui qualifiait le compositeur de « bouffon musical » qui « pense beaucoup de bien de lui-même sans être capable de grand-chose » après l’avoir rencontré à Mannheim en 1777. Selon H. Rosenthal et John Warrack, le style de ses opéras « se situe dans l’orbite de Gluck avec d’intéressantes innovations sur le plan de l’harmonie et de l’orchestration ».

### Opéras
- Erwin und Elmire, singspiel, 1775
- Der Kaufmann von Smyrna, singspiel, Mayence, 1780
- Albert III von Baiern, opéra en cinq actes, Munich, 1780
- Le Patriotisme, opéra-comique, Versailles, 1783
- La Kermesse ou la Fête flamande, opéra-comique, Théâtre de la Comédie italienne, Paris, 15 novembre 1783
- Castor e Polluce[6], opera seria en 3 actes, Opéra Italien de Munich, 1784
- Egle, opéra, Stockholm, 1787
- Gustaf Adolph och Ebba Brahe, opéra, Stockholm, mars 1792
- Samori, opéra en 2 actes, Theater an der Wien de Vienne, 17 mai 1804
- Der Admiral, opéra-comique, Darmstadt, 1810

### Autres œuvres pour la scène
- Schuster-Ballet, ballet, 1768
- Le rendez-vous de chasse, ballet, Mannheim, 1771
- Hamlet, musique de scène pour la pièce de Shakespeare, Mannheim, 1778
- Lampedo, mélodrame, Darmstadt, 1779
- Athalie, ouverture et chœurs pour la pièce de Racine, Stockholm, 1786
- Zoroastre, mélodrame, achevé vers 1796, jamais représenté
- Hermann von Unna, ouverture, chœurs, danses et chanson, Copenhague, vers 1800
- Die Hussiten vor Naumburg im Jahr 1432, chœur final composé pour le drame de Kotzebue, Leipzig, septembre 1802

### Musique religieuse

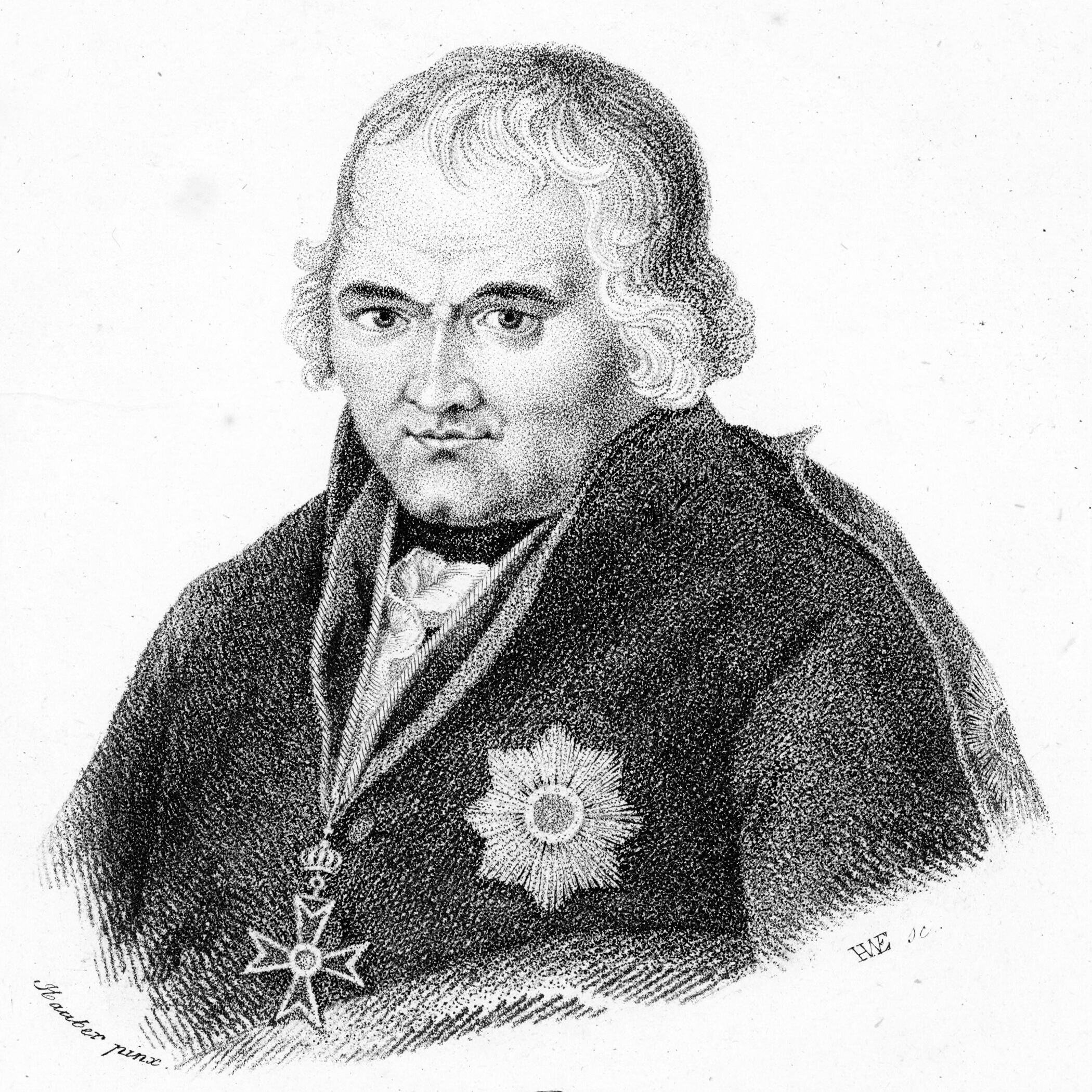
Portrait de l’abbé Vogler.

#### Messes
- Missa solennis en ré mineur pour 4 solistes, orgue et orchestre
- Missa pastoricia en mi majeur pour 4 solistes, orgue et orchestre
- Missa de Quadragesima en fa majeur pour 4 solistes et orgue ad libitum
- Missa pro Defunctis (Requiem)  en mi bémol majeur pour 4 solistes et orchestre
- Missa Agnus Dei
- Messe allemande pour 4 solistes et orgue  (vers 1778)
- Messe allemande pour 4 solistes et orchestre

#### Psaumes
- Psalmus Miserere decantandus a quatuor vocibus cum organo et bassis, S. D. Pio VI, Pontifici, compositus (vers 1777)
- Miserere en mi bémol majeur pour 4 solistes, orgue et orchestre
- Miserere, Ps. IV – In exitu, Ps. V
- Memento Domine – Psaume « Jehovas Majestät »
- Psaume « Davids Buss » , d’après la traduction en style de choral de Moses Mendelssohn, pour 4 solistes dont le ténor ad libitum (vers 1807)
- Ecce quam bonum (Psaume CXXXIII)  pour 4 voix d’hommes et pianoforte ad libitum

#### Motets
- Ecce panis angelorum pour 4 voix et orchestre, 1778[7]
- Suscepit Israel, composé pour le Concert Spirituel à Paris avant 1780
- Rorate Cæli pour 4 voix solistes et pianoforte
- Ave Regina pour 4 voix solistes et orgue ou pianoforte
- Cantate Domino pour 4 voix solistes et orgue ou pianoforte
- Laudate pour soprano solo, chœur, orgue obbligato et orchestre
- Postquam impleti (Sereniss. Puerperæ sacrum)  pour 4 voix solistes et orchestra

#### Hymnes et autres œuvres vocales sacrées
- Te Deum en ré majeur, pour 4 voix solistes et orchestre
- Kyrie avec orchestre, octobre 1776
- Magnificat avec orchestre, 1777
- Stabat Mater avec orchestre
- Ecce panis angelorum (vers 1777)
- Ave Maria Stella et Crudelis Herodes pour 2 chœurs et orgue ou pianoforte
- Veni Sancte Spiritus en si bémol majeur, pour 4 voix solistes, orgue et orchestre
- Beatam me dicent avec orchestre
- Alma Redemptoris avec orchestre
- Jesu Redemptor avec orchestre
- Regina cæli et Laudate Dominum avec orchestre
- Salve Regina en fa majeur, pour 4 voix solistes et orgue ou pianoforte ad libitum
- Salve Regina, Ave Regina et Alma Redemptoris pour 4 voix solistes et orgue ou pianoforte ad libitum
- Cantus processionalis pro festo corporis Christi
- Vesperæ de Paschale, 14 avril 1805
- Vesperæ chorales modulis musicis ornatæ avec orchestre
- 4 Hymnes en latin pour 4 voix solistes et pianoforte ad libitum
- 6 Hymnes pour 4 voix solistes avec orgue ou pianoforte ad libitum
- 12 Hymnes d’église pour 3, 4 ou 8 voix a cappella (1re série)
- 6 Hymnes d’église pour 3, 4 ou 8 voix a cappella (2e série)
- 6 Hymnes d’église pour 3, 4 ou 8 voix a cappella (3e série)
- 6 Hymnes d’église pour 3, 4 ou 8 voix a cappella (4e série)
- 6 Hymnes d’église pour 3, 4 ou 8 voix a cappella (5e série)
- 3 Hymnes pour 4 voix solistes et pianoforte ad libitum

### Musique instrumentale

#### Musique pour instrument seul
- 6 Sonates faciles pour pianoforte, Op. 2
- 6 Concertos pour pianoforte, Op. 5
- 12 Divertissements faciles de caractère national pour pianoforte – Concerto pour pianoforte joué devant la Reine de France, Op. 8
- 112 Préludes faciles pour orgue ou pianoforte, Op. 9 (vers 1804)
- Sonate pour pianoforte à 4 mains
- Pièces pour pianoforte
- Variations sur Marlborough pour pianoforte
- Marche et variations pour pianoforte
- 15 Variations pour pianoforte
- 16 Variations pour pianoforte
- Pastorella pour pianoforte (vers 1807)
- Marche et variations sur un air suédois pour pianoforte (vers 1812)
- Polonaise favorite pour pianoforte
- L’Invocazione pour guitare

#### Musique de chambre
- 6 Trios pour pianoforte, violon et violoncelle – Duos pour flute et violon, Op. 1
- 6 Sonates faciles pour pianoforte et violon, Op. 3
- 6 Sonates en duo, trio ou quatuor pour pianoforte, violon, alto et violoncelle, Op. 4
- 6 Trios pour pianoforte, violon et violoncelle, Op. 6
- 6 Trios pour pianoforte, violon et violoncelle, Op. 7
- Nocturne pour pianoforte et cordes
- Quatuor concertant pour pianoforte, violon, alto et violoncelle
- 6 Sonates pour 2 pianoforte (1794)
- Sonate pour pianoforte et cordes
- Polymelos, musique caractéristique de différentes nations pour pianoforte et cordes (vers 1792)

#### Concertos
- Variations pour pianoforte et orchestre
- Variations sur Ah vous dirai-je maman pour pianoforte et orchestre

#### Musique orchestrale
- Symphonie en sol majeur (1779)
- Symphonie en ré mineur (1782)
- Symphonie en do majeur
- Symphonie nationale bavaroise

## Discographie sélective
- Symphonies en ré mineur et en sol majeur, Suites de ballet no 1 et 2, Ouvertures d’ Athalie, Hamlet et Erwin und Elmire interprétées par les London Mozart Players dirigés par Matthias Bamert – Chandos 10504 (CD)[8]
- Requiem en mi bémol majeur interprété par la Neue Hofkapelle München dirigée par Gerd Guglhör avec Roswitha Schmelzl (soprano), Dominika Hirschler (alto), Michael Mogl (ténor), Wolf Matthias Friedrich (basse) et l’Orpheus Chor München – Oehms Classics 922 (CD)

## Autour de l’Abbé Vogler
Georg Vogler fait l’objet du poème intitulé  Abt Vogler  de l’écrivain britannique Robert Browning dans son recueil Dramatis personae publié en 1864.
Dans le film Amadeus de Miloš Forman, libre adaptation de la vie de Mozart, le (jeune) prêtre qui recueille la confession de Salieri au début du film s’appelle l’abbé Vogler. La scène est d’autant plus fantaisiste qu’elle est censée se dérouler en 1823, soit près de dix ans après la mort du véritable abbé Vogler.

## Sources
- (en) Cet article est partiellement ou en totalité issu de l’article de Wikipédia en anglais intitulé « Georg Joseph Vogler » (voir la liste des auteurs).
- (fr) Theodore Baker et Nicolas Slonimsky (trad. de l'anglais par Marie-Stella Pâris, préf. Nicolas Slonimsky), Dictionnaire biographique des musiciens [« Baker's Biographical Dictionary of Musicians »], t. 3 : P-Z, Paris, Robert Laffont, coll. « Bouquins », 1995 (réimpr. 1905, 1919, 1940, 1958, 1978), 8e éd. (1re éd. 1900), 4728 p. (ISBN 2-221-07778-4), p. 4437
- (en) George Grove, A Dictionary of Music and Musicians, MacMillan & Co., Ltd, Londres, 1900
- (fr) Harold Rosenthal et John Warrack, Guide de l’Opéra, édition française réalisée par Roland Mancini et Jean-Jacques Rouveroux, Fayard, Collection Les Indispensables de la Musique, Paris, 1995,  (ISBN 2-213-59567-4)